# Laagri (Tallinn)

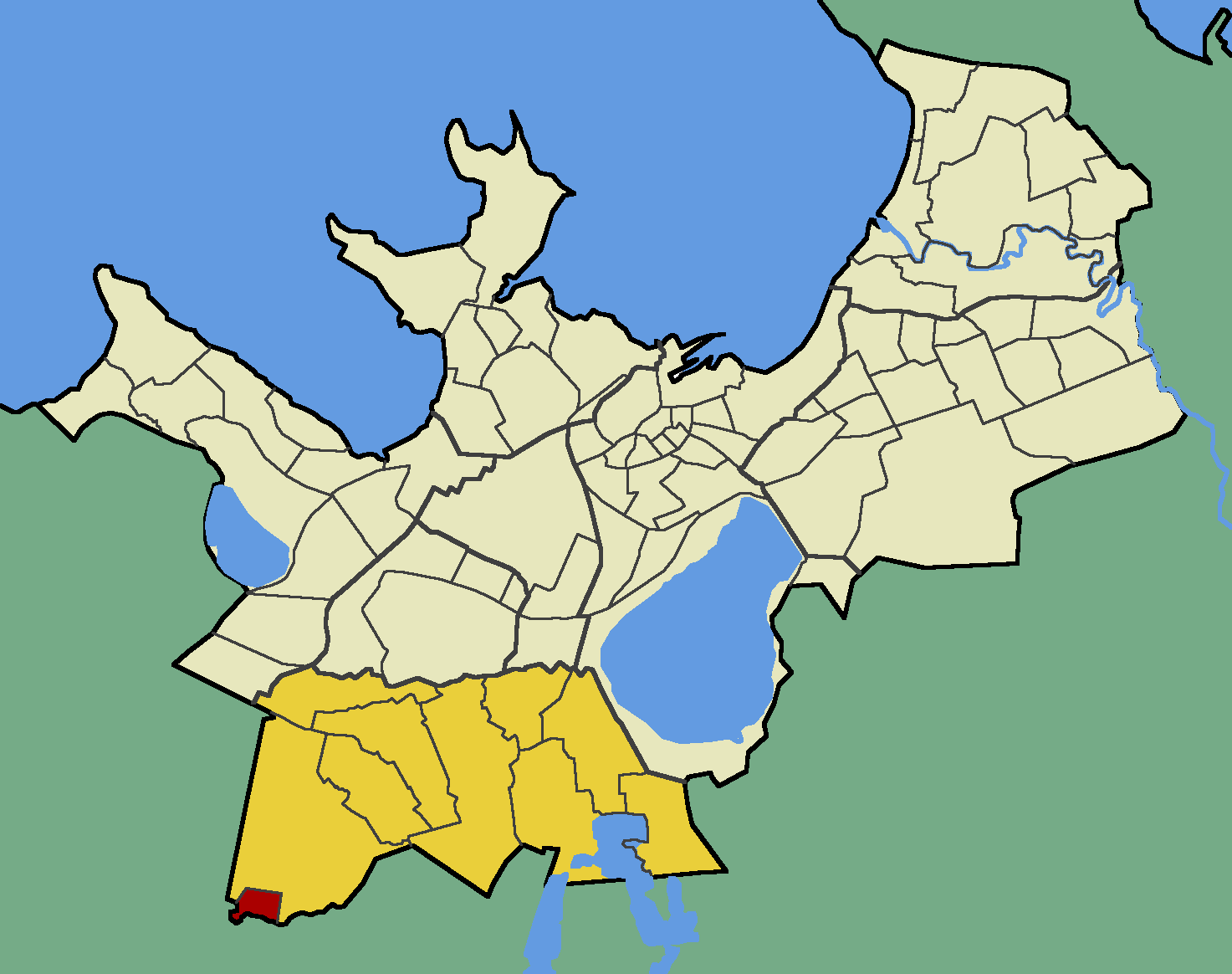
Der Bezirk Laagri (rot) im Tallinner Stadtteil Nõmme (gelb)

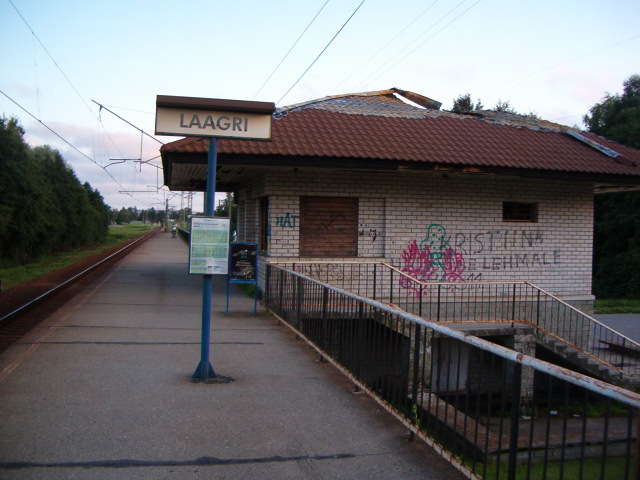
Bahnhof von Laagri (2009)

Laagri ist ein Bezirk (estnisch asum) der estnischen Hauptstadt Tallinn. Er liegt im Stadtteil Nõmme am südwestlichen Stadtrand von Tallinn.

## Beschreibung
Der Stadtbezirk hat 877 Einwohner (Stand 1. Mai 2010). Seine Fläche beträgt 0,55 Quadratkilometer. Das Gebiet nördlich des Flusses Pääsküla gehört seit 1968 zur Stadt Tallinn.
Der Bezirk grenzt im Süden an den Fluss Pääsküla (Pääsküla jõgi) und das Dorf Laagri (Laagri alevik). Den Stadtbezirk prägen vornehmlich einfache Wohnhäuser. Der nahe Waldpark von Harku bietet Erholungs- und Sportmöglichkeiten.
Der Bahnhof von Laagri liegt an der Bahnstrecke zwischen Tallinn und Keila. Er wurde 1932 offiziell eingeweiht. Das moderne Bahnhofsgebäude stammte von 1994. Es wurde nur bis 1998 genutzt und anschließend dem Verfall preisgegeben. Der Bahnhof wird von der estnischen Eisenbahngesellschaft Elektriraudtee bedient.